# Nielles-lès-Calais
Nielles-lès-Calais è un comune francese di 236 abitanti situato nel dipartimento del Passo di Calais nella regione dell'Alta Francia.

## Società

### Evoluzione demografica
Abitanti censiti